# قلعه بوزجه‌آدا

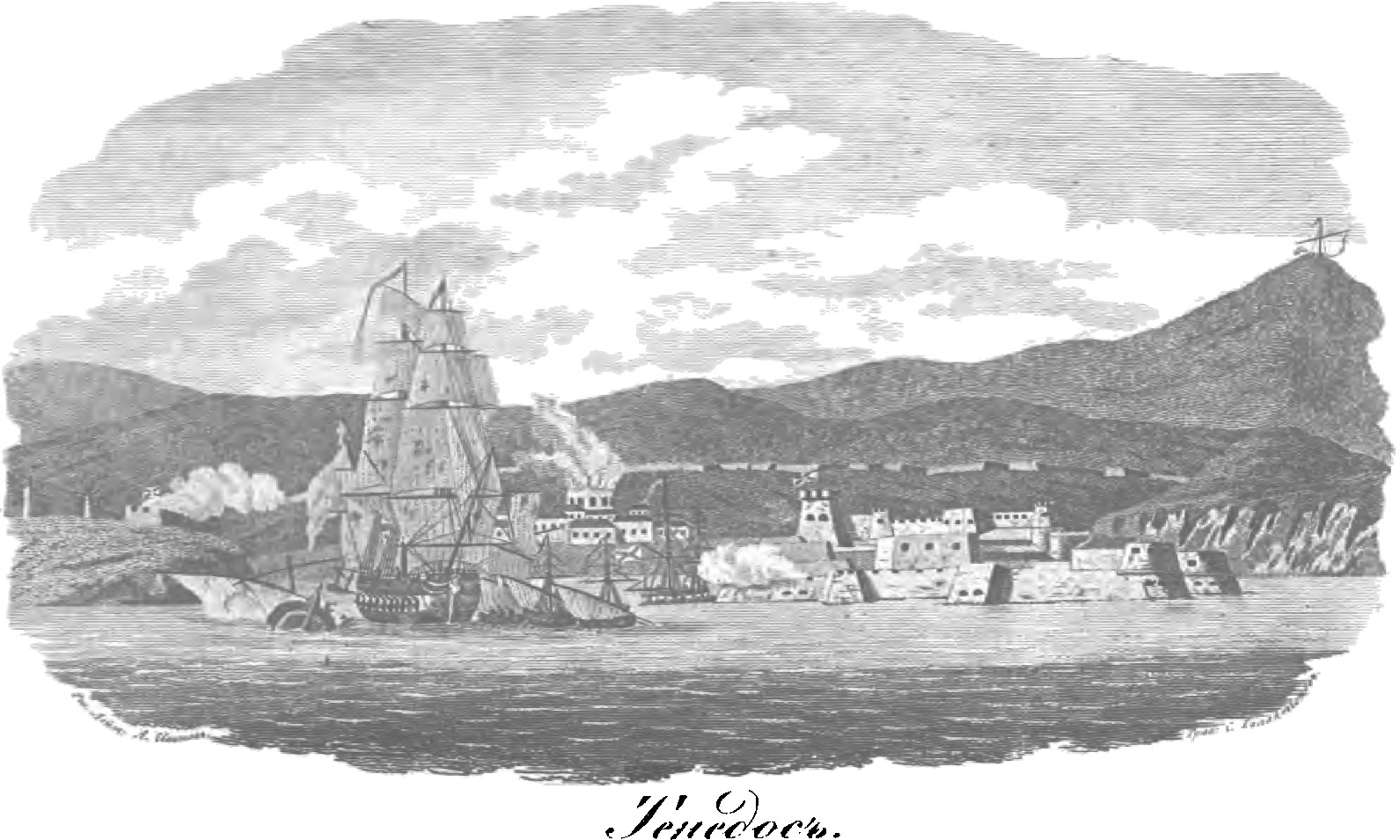
یک اسکادران روسی در سال ۱۸۰۷ این جزیره را اشغال کرد

قلعه بوزجه‌آدا (به ترکی استانبولی: Bozcaada kalesi) قلعه‌ای در جزیره بوزجه‌آدا در ترکیه است (قبل از قرن پانزدهم با نام تندوس شناخته می‌شد). پیش از قرن چهاردهم میلادی قلعه‌ای در این جزیره وجود داشت. این قلعه احتمالاً توسط فنیقی‌ها، رومی‌ها یا ونیزی‌ها ساخته شده‌است. با این حال، قلعه پس از جنگ چیوگیا بین ونیز و جنوا به توصیه پاپ تخریب شد. در دوره امپراتوری عثمانی هنگامی که سلطان محمد فاتح در سال ۱۴۵۵ این جزیره را فتح کرد قلعه را از نو ساخت. در ژوئیه ۱۶۵۶، در طول جنگ کرت، ناوگان ونیز به فرماندهی جاکومو لوردانو قلعه را تصرف کرد. اما عثمانی‌ها تحت فرماندهی محمدپاشا قلعه را در اوت ۱۶۵۷ بازپس گرفتند. بلافاصله پس از تصرف مجدد، قلعه دستخوش تجدید حیات شد. تجدید دوم در سال ۱۸۱۵ توسط سلطان محمود دوم انجام شد.